# Hoogteburcht

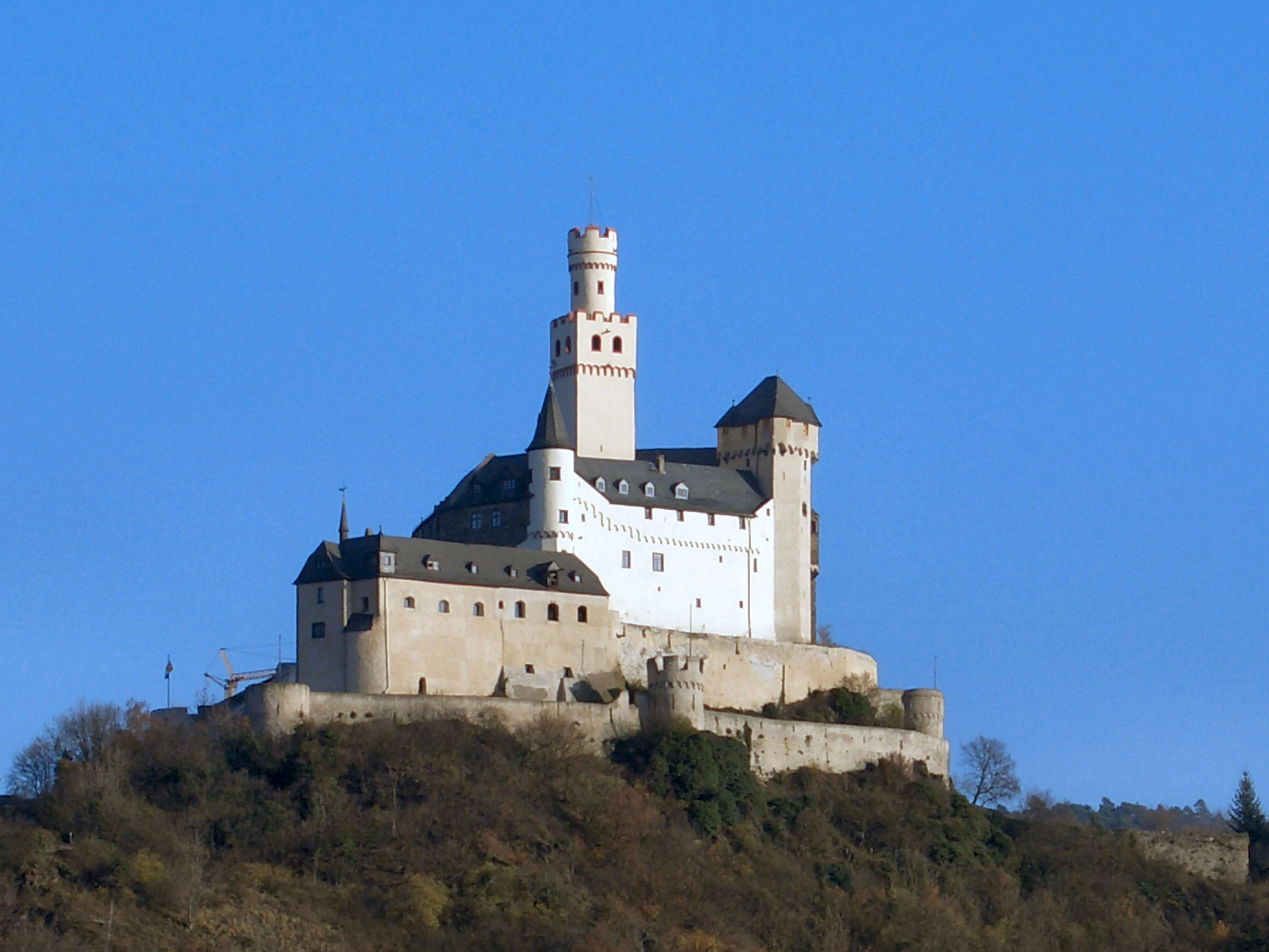
De Marksburg in Braubach is een typisch voorbeeld van een hoogteburcht

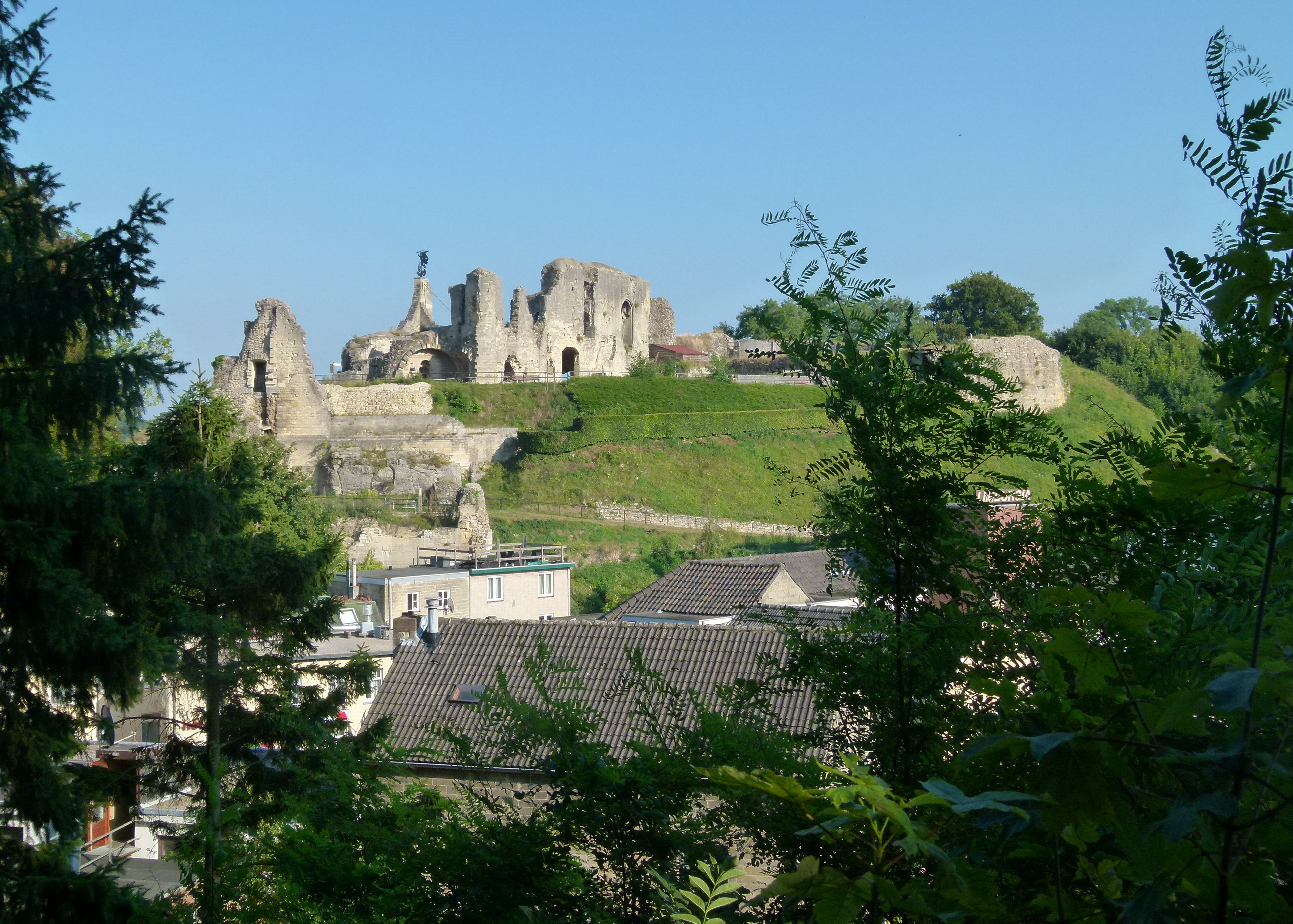
De ruïne van Kasteel Valkenburg

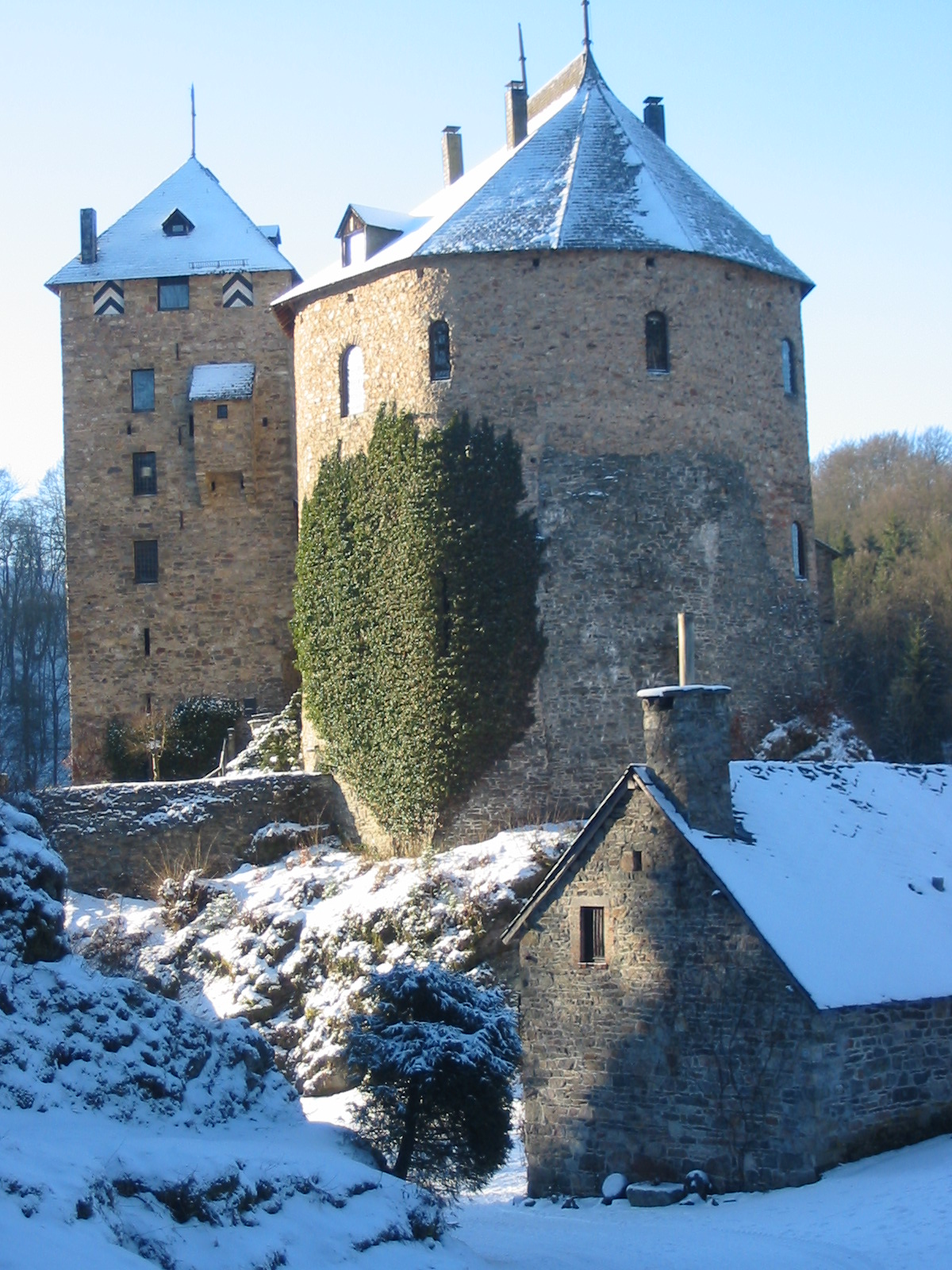
Burcht Reinhardstein bij Ovifat

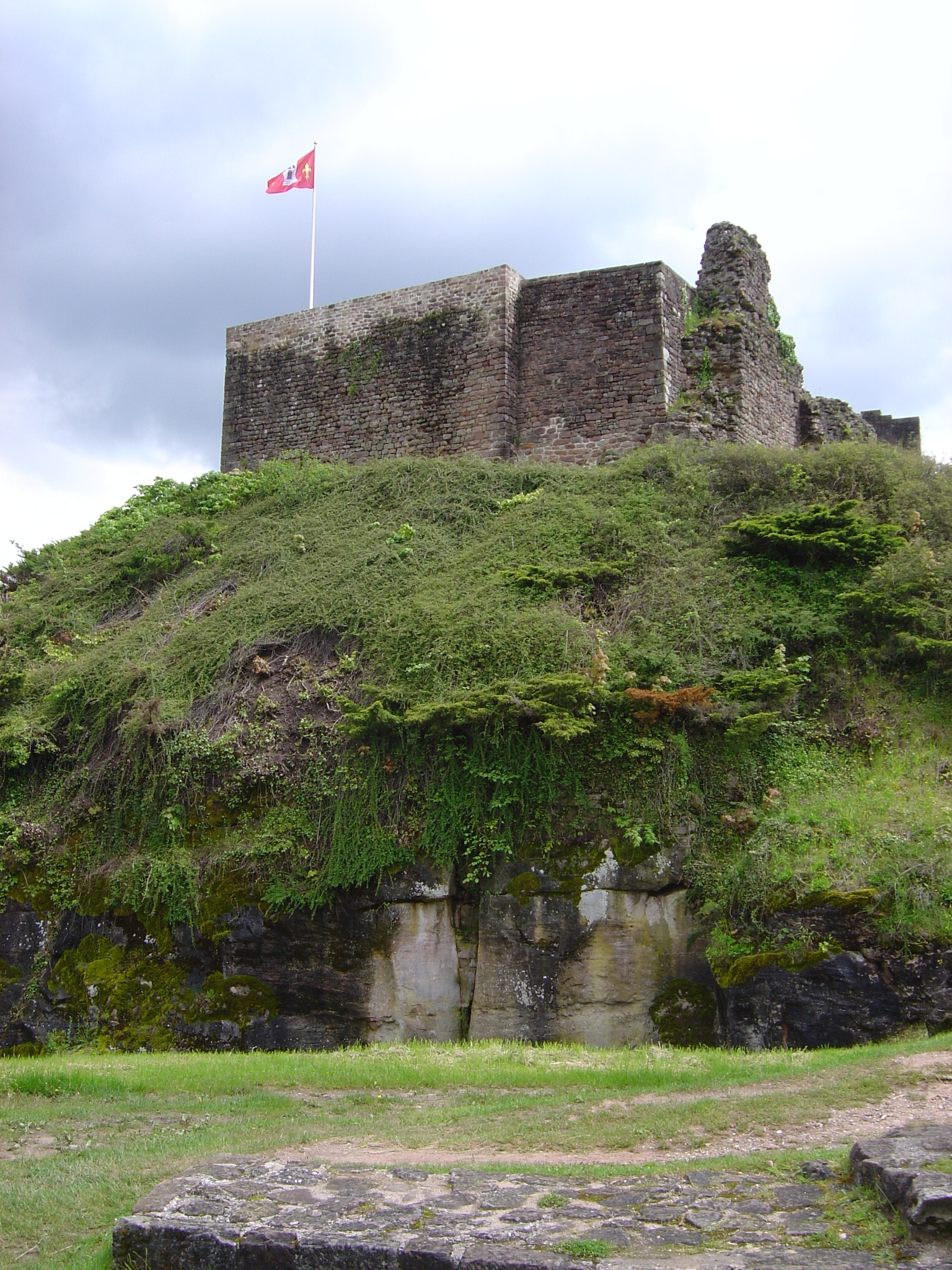
Kasteel van Épinal

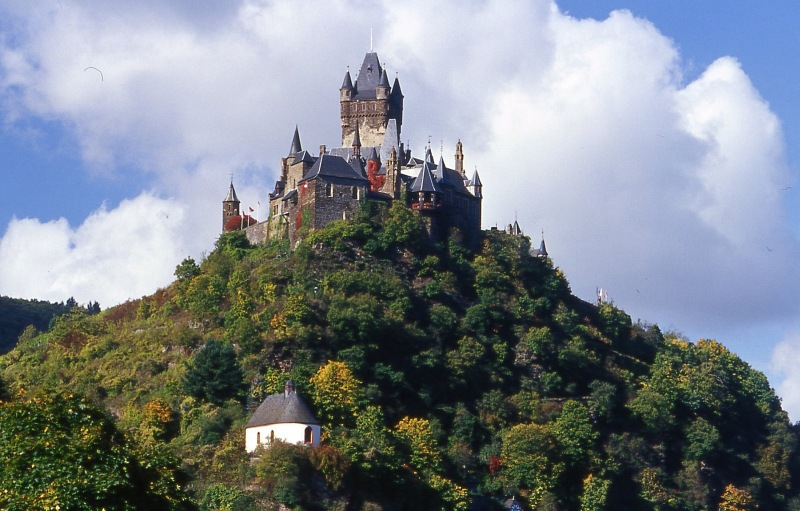
Reichsburg bij Cochem

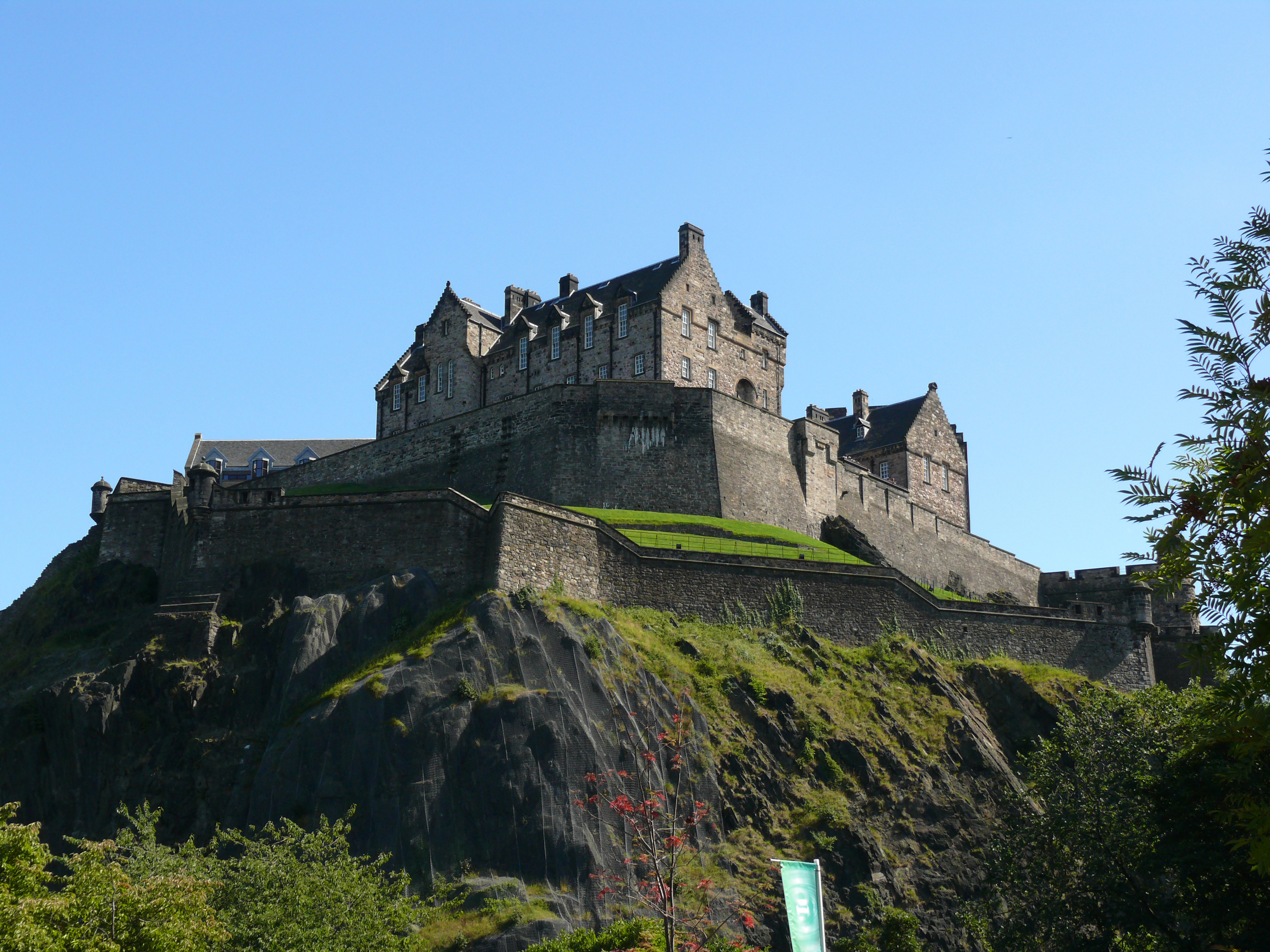
Edinburgh Castle

Een hoogteburcht is een op een natuurlijke hoogte gebouwde burcht. De naam is afgeleid van de indeling van kastelen door hun topografische positie. Met deze indeling onderscheidt men hoogteburchten en laaglandkastelen. 
Hoogteburchten kunnen op basis van de hoogte nog verder worden onderverdeeld. 
- Burchten op de top
- Burchten op een bergkam
- Burchten op een helling
- Burchten op een uitstekende lagere top van een berg (Duits: Spornburg)

Als ze in de 10e en 11e eeuw hun zuivere defensieve karakter verliezen en in toenemende mate versterkte adellijke woonburchten worden, krijgen burchten op een heuvel de voorkeur vanwege hun betere mogelijkheden om zich te verdedigen. Bijna 66 procent van alle bekende bolwerken in Duitsland liggen op zo'n hoogte.
Aanvankelijk was de oprichting van een burcht op een heuveltop gereserveerd voor de dynastieke adel. Met ingang van de twaalfde eeuw bouwen ook rijksministeriële personen heuvelforten, die uiteindelijk in de 13e eeuw door de adel worden gevolgd.
Hoogteburchten hebben primair nog een functie als toeristische attractie, want vanaf daar heeft men – soms tegen een toegangsprijs – een goed uitzicht. Vaak is er een restaurant of is het interieur van het kasteel te bezichtigen.

## Voorbeelden
Voorbeelden van hoogteburchten zijn:
- Nederland
  - Kasteelruïne Lichtenberg op de Sint-Pietersberg bij Maastricht
  - Kasteel Valkenburg op de Heunsberg in Valkenburg
- België
  - Kasteel van Bouillon in Bouillon
  - Kasteel Caestert op het Plateau van Caestert bij Klein-Ternaaien (gesloopt)
  - Kasteel Eyneburg in Hergenrath
  - Kasteel van Franchimont in Theux
  - Kasteel Haultepenne in Flémalle
  - Kasteel Hauteroche in Dourbes
  - Kasteel van La Roche-en-Ardenne
  - Burcht van Limburg (verwoest)
  - Kasteel van Moha in Wanze
  - Burg Ouren (verwoest)
  - Kasteel Poilvache in Yvoir
  - Burcht Reinhardstein bij Ovifat
  - Kasteel Schimper in Moresnet (gesloopt)
  - Kasteel van Walzin in Dinant
- Luxemburg
  - Kasteel van Clervaux
  - Kasteel Vianden in Vianden
- Frankrijk
  - Kasteel van Angers in Angers
  - Kasteel van Coucy in Coucy-le-Château-Auffrique
  - Kasteel van Épinal in Épinal
  - Kasteel van Falaise in Falaise (Calvados)
  - Kasteel van Le Barroux in Le Barroux
  - Kasteel van Montfort in Vitrac (Dordogne)
  - Kasteel van Montgilbert in Ferrières-sur-Sichon
  - Kasteel van Pierrefonds bij Compiègne
  - Kasteel Schœneck in Dambach (Bas-Rhin)
- Duitsland
  -  Reichsburg in Cochem
  - Slot Dhaun in Hochstetten-Dhaun
  - Slot Dillenburg in Dillenburg (verwoest)
  - Burcht Ehrenfels in Rüdesheim am Rhein
  - Burg Eltz in Wierschem
  - Burg Gößweinstein in Gößweinstein
  - Schloss Heidelberg in Heidelberg
  - Burg Hohenzollern in Hechingen
  - Burcht Katzenstein in Dischingen
  - Burcht Kriebstein in Waldheim
  - Marksburg in Braubach
  - Slot Neuschwanstein bij Füssen
  - Burcht Rheinfels in Sankt Goar
- Oostenrijk
  - Burcht Bernegg
  - Festung Kufstein in Kufstein
  - Kasteel Liechtenstein
  - Burcht Schachenstein in Thörl
  - Burg Schrofenstein in Stanz bei Landeck
  - Burcht Vilsegg bij Vils
- Zwitserland
  - Schloss Sargans
  - Château de Tourbillon
- Polen
  - Koninklijk Kasteel van Sanok in Sanok
- Italië
  - Kasteel Duino bij Triëst
- Albanië
  - Kasteel van Berat in Berat
  - Kasteel van Krujë in Krujë
  - Kasteel van Lezhë in Lezhë
- Cyprus
  - Kasteel Buffavento
  - Kasteel Kantara
  - Kasteel Sint Hilarion
- Engeland
  - Conisbrough Castle
  - Dover Castle
  - Durham Castle
  - Scarborough Castle
- Schotland
  - Castle Campbell
  - Dunnottar Castle
  - Edinburgh Castle
  - Morton Castle
  - Stirling Castle
  - Tarbert Castle

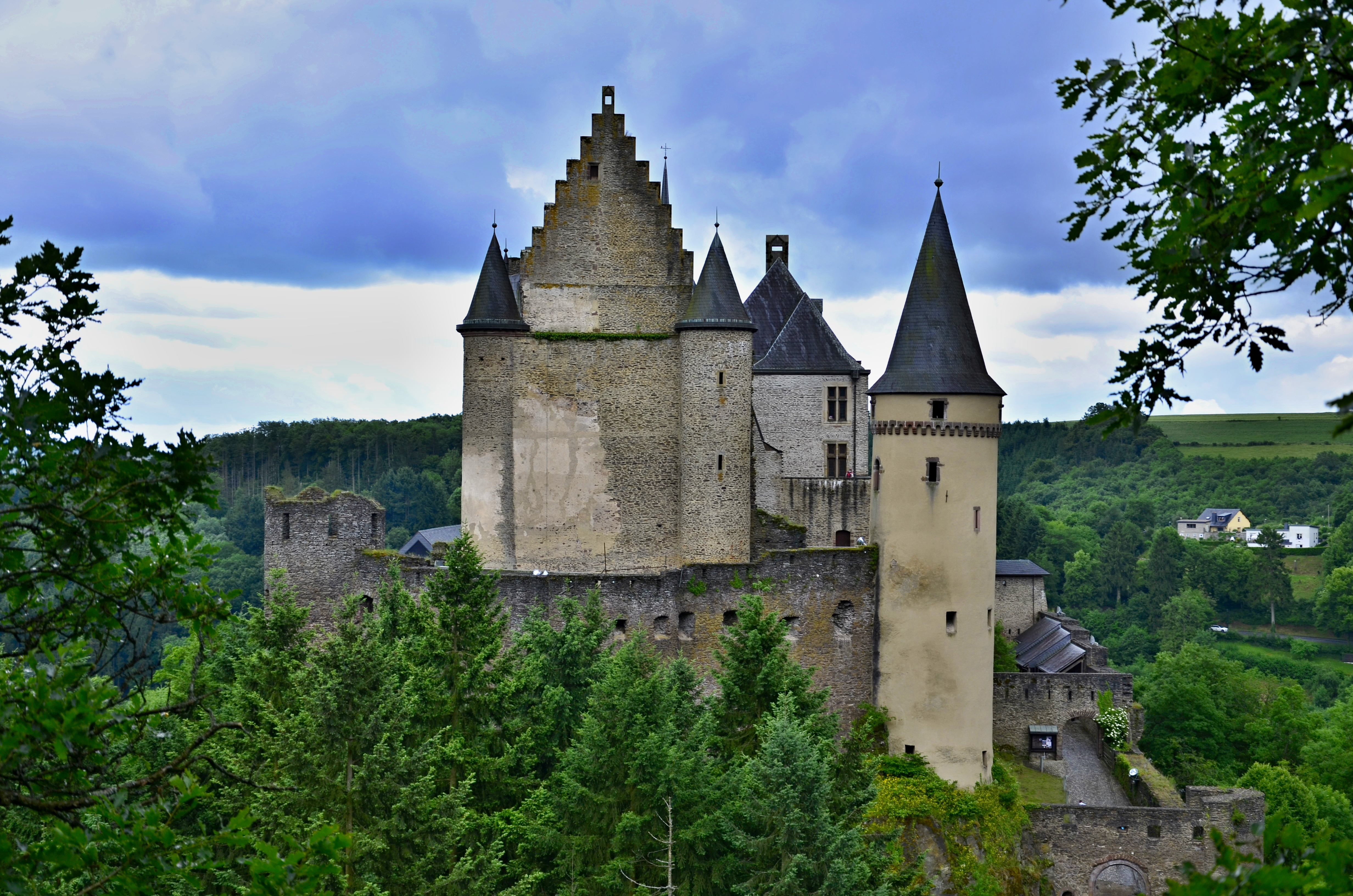
Kasteel Vianden
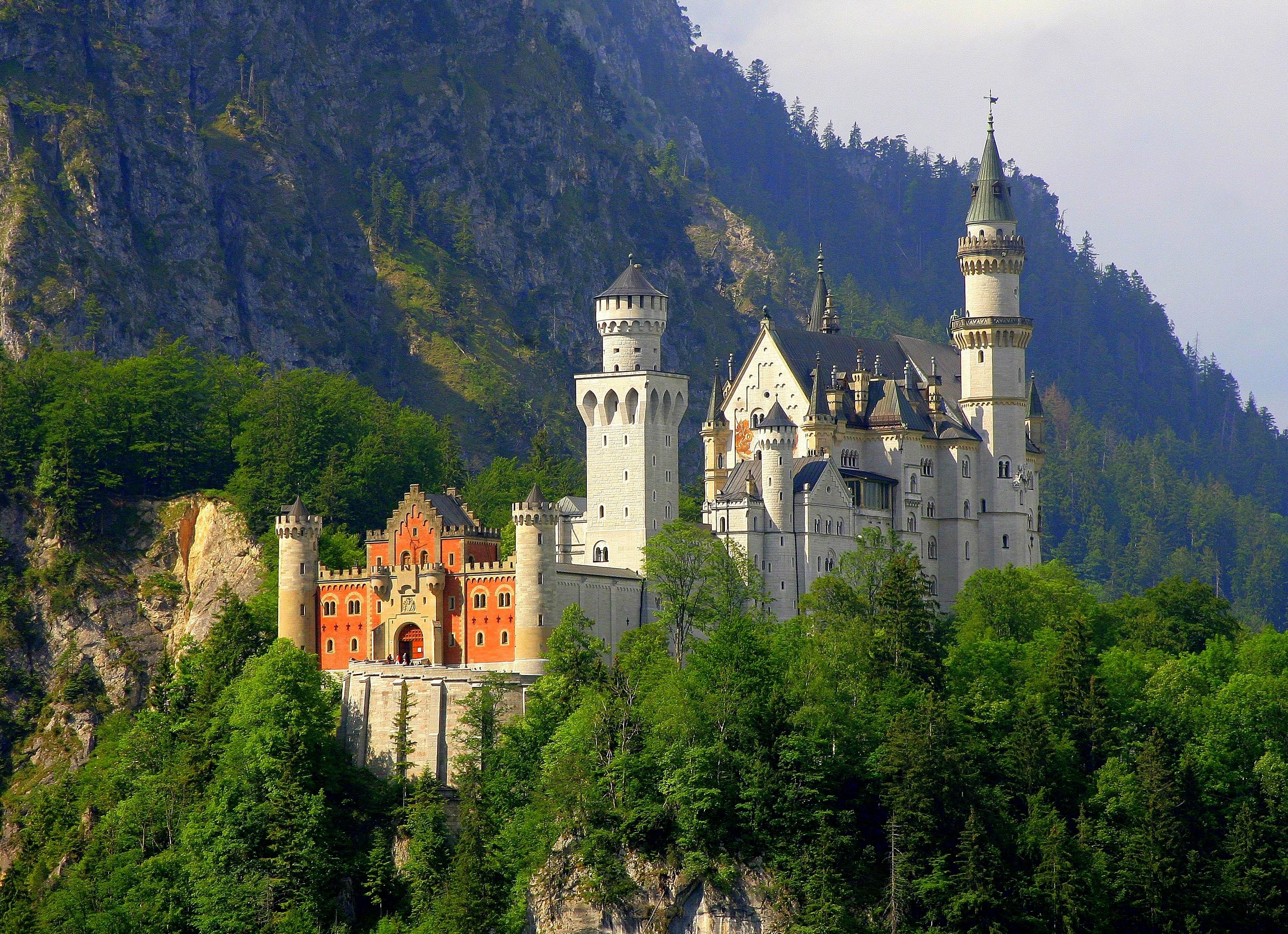
Slot Neuschwanstein
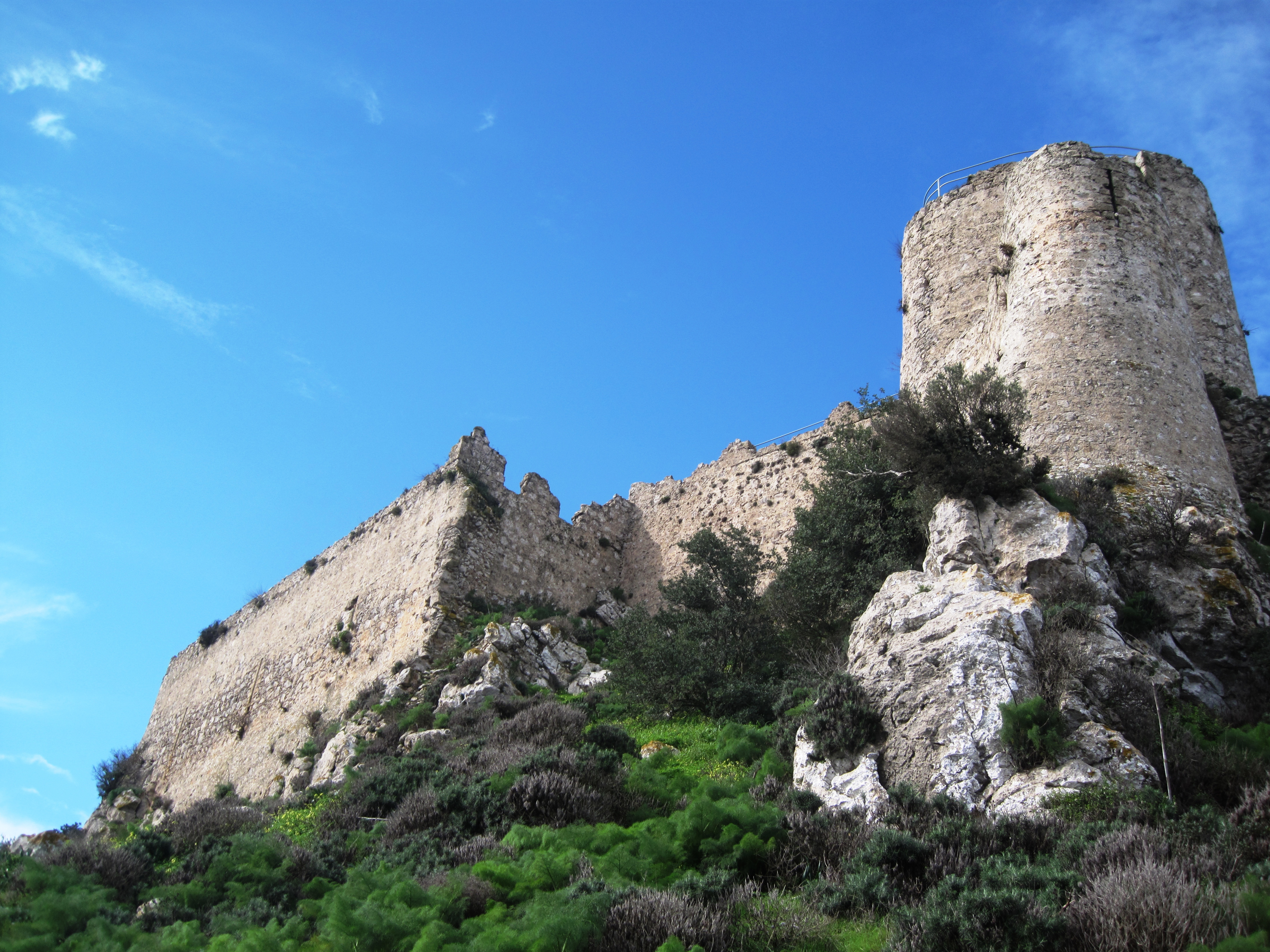
Kasteel Kantara, Cyprus
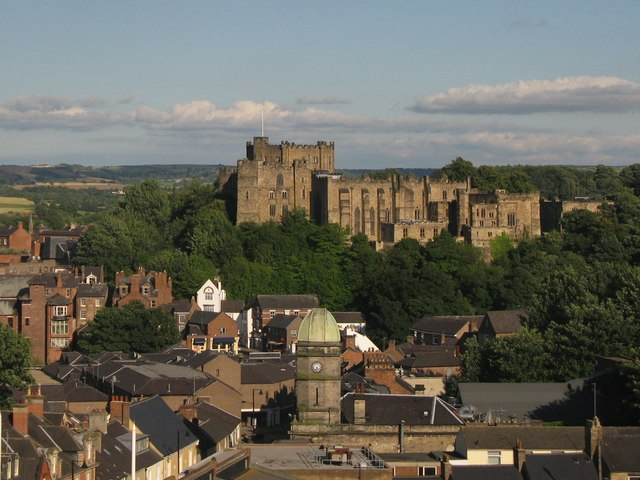
Durham Castle